# Charbon (maladie cryptogamique)
Pour les articles homonymes, voir Charbon (homonymie).
Les charbons  sont des maladies cryptogamiques causées par des champignons multicellulaires, qui se caractérisent par leur grand nombre de téliospores. 
Ces champignons phytopathogènes appartiennent pour la plupart à la sous-division des Ustilaginomycotina, phylum des Basidiomycota. Ces espèces sont regroupées avec les autres basidiomycètes en raison de leurs points communs concernant la reproduction sexuée.
Le charbon affecte plus particulièrement les plantes de la famille des Poaceae (graminées), et notamment les céréales, mais aussi d'autres plantes cultivées. 
Les hôtes les plus importants sur le plan économique sont le maïs, l'orge, le blé, l'avoine, la canne à sucre et les graminées fourragères. 
Cette maladie finit par détourner le système de reproduction des plantes, formant des galles qui noircissent et éclatent, libérant des téliospores fongiques qui peuvent infecter d'autres plantes à proximité. Avant que l'infection puisse se produire, les champignons doivent réussir un accouplement qui produit des hyphes dicaryotiques (deux cellules haploïdes fusionnent pour former un dicaryon).

## Charbon de la canne à sucre

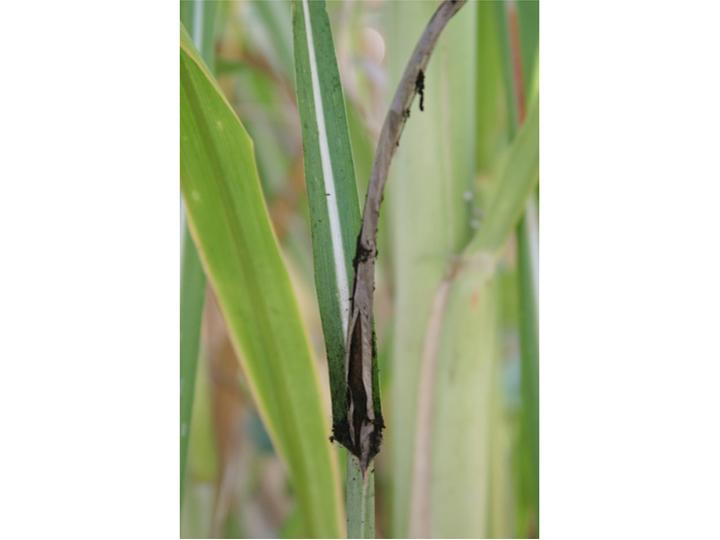
« Fouet » du charbon de la canne à sucre.

Le charbon de la canne à sucre est causé par le champignon Sporisorium scitamineum (synonyme : Ustilago scitaminea). 
Le « fouet » du charbon  est une structure noire incurvée (sore) qui émerge du verticille foliaire, ce qui facilite la propagation de la maladie. Le charbon de la canne à sucre provoque des pertes économiques importantes dans les cultures de canne à sucre. Cette maladie a été récemment découverte dans la zone côtière de l'est de l'Australie, l'une des régions du monde parmi les plus productives en sucre.
Pour qu'une culture de canne à sucre soit infectée par la maladie, de grandes concentrations de spores sont nécessaires. Le champignon se propage grâce à son sore charbonneux en forme de fouet, qui est utile pour disperser les spores sur d'autres plantes, ce qui se produit habituellement en trois mois. Lorsque l'inoculum est dispersé, les jeunes bourgeons de canne à sucre, tout juste sortis du sol, sont les plus sensibles à la maladie. Du fait que l'eau est nécessaire à la germination des spores, l'irrigation s'est révélée être un facteur de propagation de la maladie. Par conséquent des précautions particulières doivent être prises lors de l'irrigation des plantations pour empêcher la propagation du charbon.
Une autre façon de prévenir la maladie chez la canne à sucre est l'utilisation de fongicides. Cela peut se faire soit par un trempage pré-plantation ou par une pulvérisation post-plantation avec un fongicide spécifique. Le trempage pré-plantation donne de meilleurs résultats dans la prévention de la maladie, mais la pulvérisation post-plantation est une option pratique pour les grandes plantations de canne à sucre.

## Consommation humaine
Si l'apparence donnée aux plantes infectées par cette maladie a dû inévitablement dissuader de les consommer (cela pourrait justifier le manque de documentation sur les éventuelles intoxications ou non), cette maladie a néanmoins pu être considérée bénéfique dans certains cas:

### Charbon du maïs

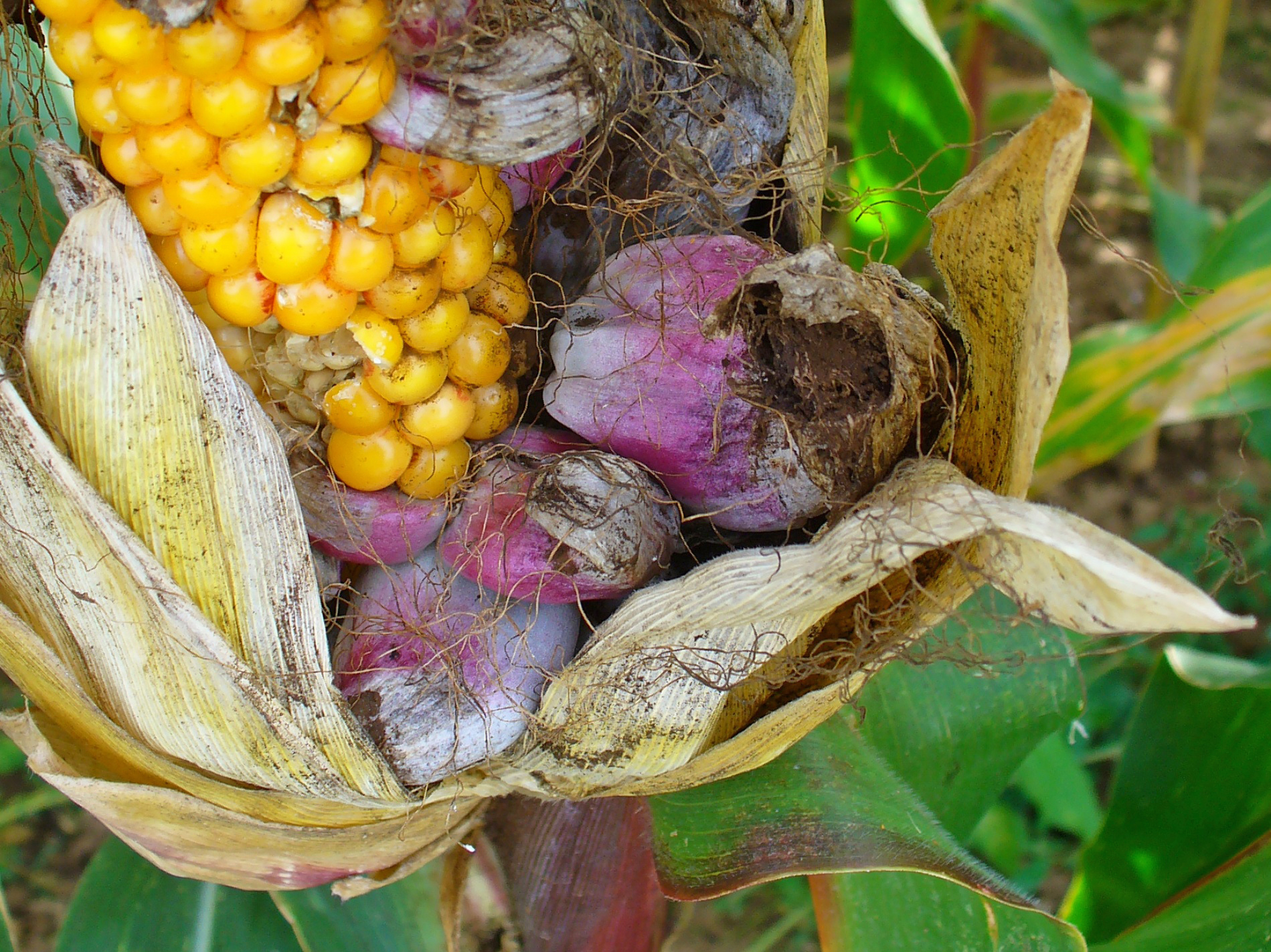
Épi de maïs charbonné.

Le charbon du maïs (Ustilago maydis) infecte le maïs cultivé et se développe dans les épis, transformant les grains en une poudre noire de tissus fongiques.
Au Mexique, où ils sont historiquement appréciés depuis les Aztèques, ces épis charbonneux, appelés huitlacoche, sont considérés comme un mets délicat. 
Le charbon du maïs est vendu sur les marchés mexicains, tandis que d'autres régions du monde (y compris les États-Unis) continuent de rejeter ce produit comme ingrédient alimentaire. Des chercheurs ont découvert récemment que la teneur en protéines du charbon de maïs est supérieure à celle du maïs, de l'avoine ou du foin de trèfle
Le Huitlacoche est utilisé dans différentes recettes, dont des soupes, des ragoûts, des sauces à steak et des crêpes.

### Charbon du riz sauvage de Mandchourie
Le charbon du riz sauvage de Mandchourie (Ustilago esculenta) infecte le riz éponyme (Zizania latifolia) provoquant l'hypertrophie des tiges et inhibant leur floraison, les forçant à se reproduire par multiplication végétative grâce à leurs rhizomes.
Dans de larges régions d'Asie, telles la Chine (sous les noms gau-soon, kal-peh-soon ou jiaobai) et le Japon (makomotake), cette plante est cultivée depuis plus de 400 ans non pour ses graines mais pour ses tiges enflées consommées comme légume aussi bien crues que cuites, par exemple sautées. Elle a de plus acquis un intérêt supplémentaire en étant récoltée durant la saison des typhons alors que de nombreux autres légumes sont alors indisponibles.

## Principales formes de maladies du charbon chez les plantes
Sauf exception, cette liste provient d'EPPO Plant Protection Thesaurus (OEPP).
- charbon couvert de l'avoine (Ustilago hordei f. sp. avenae),
- charbon couvert de l'orge (Ustilago segetum var. hordei),
- charbon couvert du sorgho (Sporisorium sorghi,
- charbon de l'arnica[6] (Entyloma arnicale),
- charbon de la canne à sucre (Sporisorium scitamineum),
- charbon de la colchique (Urocystis colchici),
- charbon de l'anémone ou charbon des feuilles de l'anémone (Urocystis anemones),
- charbon de la digitaire (Ustilago syntherismae),
- charbon de la pomme de terre (Thecaphora solani),
- charbon de la scorsonère	(Ustilago scorzonerae),
- charbon de la tige des graminées	(Ustilago hypodytes),
- charbon de la tige du seigle ou charbon foliaire du seigle (Urocystis occulta),
- charbon de la vigne (ou anthracnose maculée de la vigne)	(Elsinoe ampelina),
- charbon de la violette (Urocystis violae),
- charbon de l'épi du maïs	(Sphacelotheca reiliana),
- charbon de l'oignon ou charbon des feuilles de l'oignon	(Urocystis magica),
- charbon des feuilles du chiendent (Urocystis agropyri),
- charbon des feuilles du dahlia (Entyloma calendulae f. sp. dahliae),
- charbon des feuilles du riz (Eballistra oryzae),
- charbon des fleurs de la scorsonère (Ustilago scorzonerae),
- charbon de Silene nutans (Microbotryum violaceum),
- charbon du brome (Ustilago bullata),
- charbon du chêne-liège Biscogniauxia mediterranea),
- charbon du chiendent (Ustilago cynodontis),
- charbon du fromental (Ustilago avenae f. sp. perennans),
- charbon du glaïeul (Urocystis gladiolicola),
- charbon du maïs (Ustilago maydis),
- charbon du millet (Ustilago crameri),
- charbon du millet (Sphacelotheca destruens),
- charbon du millet à chandelles (Tolyposporium penicillariae),
- charbon du riz sauvage de Mandchourie (Ustilago esculenta),
- charbon filiforme du sorgho (Urocystis occulta),
- charbon foliaire du blé, charbon des feuilles du blé ou charbon du blé (Urocystis agropyri),
- charbon noir du riz (Tilletia barclayana),
- charbon nu de l'avoine (Ustilago segetum var. avenae),
- charbon nu de l'avoine élevée (Ustilago avenae f. sp. perennans),
- charbon nu de l'orge (Ustilago segetum var. nuda),
- charbon nu du blé ou charbon du blé Ustilago segetum var. tritici),
- charbon nu du sorgho (Sphacelotheca cruenta),
- charbon nu noir de l'orge, charbon nu de l'orge ou faux charbon nu de l'orge	(Ustilago avenae f. sp. nigra),
- charbon strié de la fléole (Ustilago striiformis),
- charbon strié du mil (Ustilago striiformis),
- charbon vert du riz ou faux charbon du riz (Villosiclava virens),
- faux charbon du palmier-dattier (Graphiola phoenicis).